# Shekhar Gurera

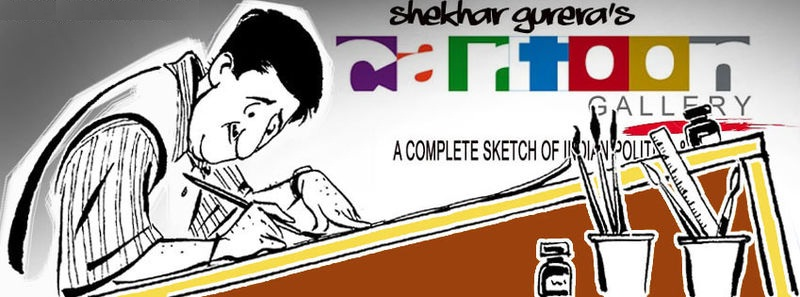
Auto-caricatura, de Shekhar Gurera

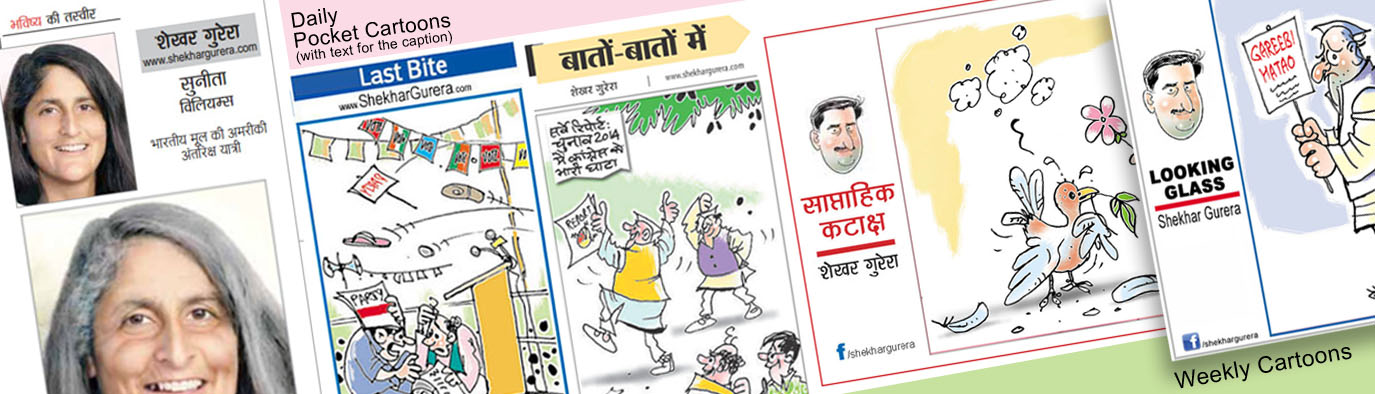
Shekhar Gurera Creațiile lui regulate sub forma unui colaj : 2013

Shekhar Gurera (nume complet: Chander Shekhar Gurera)-este senior caricaturist, acreditat de Biroul de Informații de presă din India (Press Information Bureau), - s-a nascut pe 30 august 1965 la Moga, Punjab (India). Este licentiat în știința la Multani Mal Modi College de la Patiala în 1986, si în Arte Aplicate, la Colegiul de Artă de la New Delhi în 1990. Fiind în același timp un student de știință, el si-a inceput cariera prin a face desene animate ca un hobby, în 1984 ca freelancer. Ilustrator și designer grafic,este cunoscut prin caricaturile sale amuzante, dar si pentru comentariile piperate in cateva randuri la adresa tendintelor sociale si politice din India. Desenele lui apar zilnic în limba engleză, hindi și in ziare de limbă regionala: Pioneer, Punjab Kesari, Hind Samachar, Jag Bani,e.t.c.

## Biografie
Gurera sa născut la 30 august 1965, la Moga, Punjab (India). El a absolvit cu o diplomă în știința Multani Mal Modi College de la Patiala în 1986, și a obținut o diplomă în Arte Aplicate la Colegiul de Artă de la New Delhi în 1990.

### Premii și Onoruri
- 1990 : Premiul pentru cel mai bun desen animat, acordat de președintele Indiei, Giani Zail Singh
- 1992 : Premiul pentru cel mai bun caricaturist, acordat de prim-ministrul Indiei, P. V. Narasimha Rao, în primul Babu Jagjivan Ram Memorial la toate Expozițiile de artă ale indiei [4]
- 1996 : Premiul pentru cel mai bun caricaturist din douăzeci Matri, premii Shree, acordat de Delhi CM Sahib Singh Verma  [5]
- 1997 : A reprezentat India la a treia Expozitie de Caricatura in Asia și Expoziția de artă, realizat de Fundatia Japonia, la Tokyo [6][7]
- 2002 : Premiul acordat în Umor Concurs de fotografie Saitama, la Japonia [8]
- 2011 : OOnorat la Mahamana Madan Mohan Malaviya Memorial al 7-lea premiu anual pentru Jurnalism (caricaturist).[9]

### Proiecte
- În 1999, a coordonat Kartoons Kargil (O colecție de desene animate și un lanț de expoziții de desene animate ), gestul de solidaritate de desen la fața locului desene animate de militari,de trecători care erau prin gara New Delhi pe drumul lor spre Kargil. Desene animate in război pe Kargil au fost ulterior expuse la Lalit Kala Academy, New Delhi. July 25–31, 1999, a urmat expoziția in lanț de desene animate de la Jaipur, Chandigarh, Patna și Indore.[10]
- Cu anul 2001, transportă o caracteristica unica pe săptămână, Future Lens, care este foarte popular în străinătate, precum și in tara natala. De fiecare dată când deseneaza o celebritate din sport, filme, politică sau din alte domenii le prezinta imaginea cum vor arata atunci cand s-au adăugat 30 de ani de vârsta lor actuală.Aceste imagini au fost create de pictura digital, care oferă impresii de fotografii reale.[11]
- Un lanț de desene animate pentru anul calendaristic 2005 a Consiliului Național de productivitate care definește diferitele moduri de productivitate într-un mod amuzant.[12]

## Carti si Articole
- Suryodaya Ki Dharati Japan Se[13], După ce s-a întors din Japonia, a scris o serie de articole săptămânale, publicate în Punjab Kesari, Jag Bani și Samachar Hind. 10 episoade de articole au fost un fel de experiența sa, in 1997
- Kargil Kartoons[14], în timpul războiului din Kargil un suport de desene animate impreuna cu alti șapte lideri caricaturiști,a compilat(alcatuit) o colecție de desene animate dedicat forțelor de apărare indiene: 1999
- Laugh as you Travel(Râzi în timp ce călătoresti)[15] ,cu ocazia impliniri a 150 ani glorioși ai Căilor Ferate din India o colecție de 50 de desene realizate de Kaak (caricaturist) și Shekhar Gurera: 2000

premii care deschide, fără îndoială, calea altor premii, căci vremea e tînără încă, fructele încă nu s-au copt, mai sînt căi ce-așteaptă să fie călcate…